# Nowy Dwór (powiat elbląski)
Nowy Dwór – osada w Polsce położona w województwie warmińsko-mazurskim, w powiecie elbląskim, w gminie Elbląg.
W latach 1975–1998 miejscowość administracyjnie należała do województwa elbląskiego.
Inne miejscowości o nazwie Nowy Dwór: Nowy Dwór.